# أليكسي أبراموف
أليكسي أبراموف (بالروسية: Абрамов, Алексей Геннадьевич)‏ هو لاعب كرة قدم روسي في مركز الوسط، ولد في 15 يناير 1988 في سفرودفنسك في روسيا. لعب مع شينيك ياروسلافل.

## وصلات خارجية
- أليكسي أبراموف على موقع قاعدة بيانات كرة القدم.إي يو (الإنجليزية)
- أليكسي أبراموف على موقع Soccerway.com (الإنجليزية)